# Takao Shimizu
Takao Shimizu (清水孝郎) (né le 29 juin 1965 au Japon) est un producteur et développeur de jeux vidéo japonais qui a, entre autres, travaillé sur Super Mario Galaxy, Lylat Wars et sur d'autres jeux de licences Nintendo comme Kirby ou The Legend of Zelda. Il est actuellement le manager et producteur du Nintendo EAD Tokyo, équipe spéciale de Nintendo.

## Ludographie
- Mother - NES
- Super Mario World - SNES
- The Legend of Zelda: A Link to the Past - SNES
- Star Fox - SNES aussi connu sous le nom de Star Wing
- Star Fox 64 - Nintendo 64 aussi connu sous le nom de Lylat Wars
- Super Mario Sunshine - GameCube
- Donkey Kong: Jungle Beat - GameCube
- Super Mario Galaxy - Wii
- Super Smash Bros. Brawl - Wii